# Castell de Cabas
El Castell de Cabas, també anomenat Castell de Coves, de les Coves o de Cobos, era una antiga fortalesa situada al municipi de Millars (Canal de Navarrés) (València). Les seves restes estan classificades com a bé d'interès cultural amb número ministerial RI-51-0010789 de data 3 de juny de 2002.
El castell es troba, sobre un promontori que domina la llera del riu Xúquer, a la part nord del terme municipal. És de planta rectangular i fàbrica de maçoneria i carreu. Es conserva la torre major al costat de la qual es troben llenços de muralla emmerletats. De la resta del recinte emmurallat es distingeixen restes d'escassa envergadura. El recinte va ser danyat per la carretera que el travessa.